# Кубок России по кёрлингу среди смешанных команд 2010
Кубок России по кёрлингу среди смешанных команд 2010 (Кубок России по кёрлингу в дисциплине микст 2010) проводился с 4 по 5 сентября 2010 года в городе Тверь. Турнир проводился в 3-й раз.
В турнире приняло участие 16 команд.
Обладателями Кубка стала команда «ЭШВСМ „Москвич“-1» (Москва, скип Людмила Прививкова), победившая в финале команду «Адамант-1» (Санкт-Петербург, скип Алексей Целоусов). Третье место заняла команда «Альбатрос» (Калининград, скип Сергей Беланов).

## Формат соревнований
Команды разбиваются на 4 группы (A, B, C, D) по 4 команды, где играют друг с другом по круговой системе в один круг. При одинаковом количестве побед у двух команд они ранжируются по результату личной встречи, у трёх команд — по количеству побед в матчах между этими тремя командами.
Затем 4 команды, занявшие в группах 1-е места,  выходят во второй этап, плей-офф, где играют по олимпийской системе: полуфиналы, матч за 3-е место и финал.

## Составы команд
| Команда                     | Четвёртый (скип)         | Третий              | Второй                | Первый              | Запасной                             |
| --------------------------- | ------------------------ | ------------------- | --------------------- | ------------------- | ------------------------------------ |
| Адамант-1 (Санкт-Петербург) | Алексей Целоусов         | Алина Ковалёва      | Алексей Камнев        | Юлия Задорожная     | Евгений Климов                       |
| Адамант-2 (Санкт-Петербург) | Артур Ражабов            | Оксана Гертова      | Пётр Дрон             | Олеся Глущенко      | Ксения Леонтьева                     |
| Альбатрос (Калининград)     | Виталий Карпинский (4-й) | Юлия Гузиёва        | Сергей Беланов (скип) | Сусанна Гефель      | Леонид Ривкинд                       |
| Москва                      | Анна Сидорова            | Роман Кутузов       | Екатерина Галкина     | Вадим Раев          | Александра Саитова, Тимур Гаджиханов |
| Москвич (Москва)            | Ольга Жаркова            | Алексей Стукальский | Виктория Макаршина    | Александр Козырев   | Анна Лобова, Владимир Собакин        |
| Планета Льда (Москва)       | Антон Батугин            | Наталья Евсеева     | Денис Гальцев         | Наталья Янина       |                                      |
| Сборная Московской области  | Дмитрий Дмитриевский     | Анастасия Скултан   | Алексей Куликов       | Анна Грецкая        | Дмитрий Антипов, Татьяна Лукина      |
| СДЮСШОР г. Дмитрова         | Владислав Чернобаев      | Марина Калинина     | Михаил Васьков        | Анастасия Москалёва | Александр Коршунов, Марина Веренич   |
| СКА (Санкт-Петербург)       | Вита Моисеева            | Денис Яковлев       | Мария Дуюнова         | Иван Уледев         | Никита Першаков, Яна Некрасова       |
| УОР №2-1 (Санкт-Петербург)  | Алексей Тимофеев         | Елена Ефимова       | Денис Курицев         | Ульяна Васильева    | Максим Плешанов                      |
| УОР №2-2 (Санкт-Петербург)  | Ирина Фёдорова           | Александр Бадилин   | Мария Рустамова       | Илья Бадилин        | Олеся Колесникова, Пантелеймон Лаппо |
| ШВСМ ЗВС (Санкт-Петербург)  | Александр Крушельницкий  | Ника Моисеева       | Дмитрий Старцев       | Наталья Швец        |                                      |
| ЭШВСМ «Москвич»-1 (Москва)  | Людмила Прививкова       | Андрей Дроздов      | Нкеирука Езех         | Артём Болдузев      | Надежда Лепезина, Евгений Архипов    |
| ЭШВСМ «Москвич»-2 (Москва)  | Александр Кириков        | Маргарита Фомина    | Вадим Школьников      | Галина Арсенькина   | Виктор Корнев, Ольга Зябликова       |
| Юность-Метар (Челябинск)    | Артём Шмаков             | Дарья Ященко        | Сергей Глухов         | Анна Кунцева        | Михаил Брусков, Марина Согрина       |
| Янтарь (Калининград)        | Юлия Портунова           | Дмитрий Карпинский  | Кристина Бухрякова    | Артемий Сапожников  |                                      |

## Групповой этап
Группа А
|    | Команда                | А1  | А2  | А3  | А4  | В | П | Место |
| -- | ---------------------- | --- | --- | --- | --- | - | - | ----- |
| А1 | Москва (Сидорова)      | *   | 7:1 | 6:7 | 9:2 | 2 | 1 | 2     |
| А2 | Адамант-2 (Ражабов)    | 1:7 | *   | 3:4 | 9:4 | 1 | 2 | 3     |
| А3 | Альбатрос (Беланов)    | 7:6 | 4:3 | *   | 5:1 | 2 | 1 | 1     |
| А4 | Планета Льда (Батугин) | 2:9 | 4:9 | 1:5 | *   | 0 | 3 | 4     |

При равенстве количества побед команда «Альбатрос» ранжирована на 1-е место по личной победе над командой «Москва».
Группа B
|    | Команда                         | B1   | B2   | B3   | B4   | В | П | Место |
| -- | ------------------------------- | ---- | ---- | ---- | ---- | - | - | ----- |
| B1 | ШВСМ ЗВС (Крушельницкий)        | *    | 5:12 | 3:8  | 2:12 | 0 | 3 | 4     |
| B2 | СДЮСШОР г. Дмитрова (Чернобаев) | 12:5 | *    | 2:7  | 8:2  | 2 | 1 | 2     |
| B3 | ЭШВСМ «Москвич»-1 (Прививкова)  | 8:3  | 7:2  | *    | 14:0 | 3 | 0 | 1     |
| B4 | УОР №2-1 (Тимофеев)             | 12:2 | 2:8  | 0:14 | *    | 1 | 2 | 3     |

Группа C
|    | Команда                            | C1   | C2   | C3   | C4  | В | П | Место |
| -- | ---------------------------------- | ---- | ---- | ---- | --- | - | - | ----- |
| C1 | Адамант-1 (Целоусов)               | *    | 11:4 | 6:5  | 8:1 | 3 | 0 | 1     |
| C2 | Сб. Московской обл. (Дмитриевский) | 4:11 | *    | 4:11 | 5:8 | 0 | 3 | 4     |
| C3 | Москвич (Жаркова)                  | 5:6  | 11:4 | *    | 8:6 | 2 | 1 | 2     |
| C4 | Юность-Метар (Шмаков)              | 1:8  | 8:5  | 6:8  | *   | 1 | 2 | 3     |

Группа D
|    | Команда                     | D1   | D2  | D3  | D4   | В | П | Место |
| -- | --------------------------- | ---- | --- | --- | ---- | - | - | ----- |
| D1 | ЭШВСМ «Москвич»-2 (Кириков) | *    | 9:4 | 2:7 | 11:2 | 2 | 1 | 2     |
| D2 | УОР №2-2 (Фёдорова)         | 4:9  | *   | 3:8 | 8:1  | 1 | 2 | 3     |
| D3 | СКА (Моисеева)              | 7:2  | 8:3 | *   | 5:2  | 3 | 0 | 1     |
| D4 | Янтарь (Портунова)          | 2:11 | 1:8 | 2:5 | *    | 0 | 3 | 4     |

     Проходят в плей-офф

## Плей-офф
|  | Полуфиналы                     | Полуфиналы                     | Полуфиналы                     | Полуфиналы                     | Полуфиналы                     | Полуфиналы                     | Полуфиналы                     | Полуфиналы                     | Полуфиналы                     | Полуфиналы |                                |                                | Финал                          | Финал                          | Финал                          | Финал                          | Финал                          | Финал                          | Финал                          | Финал                | Финал                | Финал |
|  |                                |                                |                                |                                |                                |                                |                                |                                |                                |            |                                |                                |                                |                                |                                |                                |                                |                                |                                |                      |                      |       |
|  | ЭШВСМ «Москвич»-1 (Прививкова) | ЭШВСМ «Москвич»-1 (Прививкова) | ЭШВСМ «Москвич»-1 (Прививкова) | ЭШВСМ «Москвич»-1 (Прививкова) | ЭШВСМ «Москвич»-1 (Прививкова) | ЭШВСМ «Москвич»-1 (Прививкова) | ЭШВСМ «Москвич»-1 (Прививкова) | ЭШВСМ «Москвич»-1 (Прививкова) | ЭШВСМ «Москвич»-1 (Прививкова) | W          |                                |                                |                                |                                |                                |                                |                                |                                |                                |                      |                      |       |
|  | ЭШВСМ «Москвич»-1 (Прививкова) | ЭШВСМ «Москвич»-1 (Прививкова) | ЭШВСМ «Москвич»-1 (Прививкова) | ЭШВСМ «Москвич»-1 (Прививкова) | ЭШВСМ «Москвич»-1 (Прививкова) | ЭШВСМ «Москвич»-1 (Прививкова) | ЭШВСМ «Москвич»-1 (Прививкова) | ЭШВСМ «Москвич»-1 (Прививкова) | ЭШВСМ «Москвич»-1 (Прививкова) | W          |                                |                                |                                |                                |                                |                                |                                |                                |                                |                      |                      |       |
|  | СКА (Моисеева)                 | СКА (Моисеева)                 | СКА (Моисеева)                 | СКА (Моисеева)                 | СКА (Моисеева)                 | СКА (Моисеева)                 | СКА (Моисеева)                 | СКА (Моисеева)                 | СКА (Моисеева)                 | L          |                                |                                |                                |                                |                                |                                |                                |                                |                                |                      |                      |       |
|  |                                |                                |                                |                                |                                |                                |                                |                                |                                |            | ЭШВСМ «Москвич»-1 (Прививкова) | ЭШВСМ «Москвич»-1 (Прививкова) | ЭШВСМ «Москвич»-1 (Прививкова) | ЭШВСМ «Москвич»-1 (Прививкова) | ЭШВСМ «Москвич»-1 (Прививкова) | ЭШВСМ «Москвич»-1 (Прививкова) | ЭШВСМ «Москвич»-1 (Прививкова) | ЭШВСМ «Москвич»-1 (Прививкова) | ЭШВСМ «Москвич»-1 (Прививкова) | W                    |                      |       |
|  |                                |                                |                                |                                |                                |                                |                                |                                |                                |            | ЭШВСМ «Москвич»-1 (Прививкова) | ЭШВСМ «Москвич»-1 (Прививкова) | ЭШВСМ «Москвич»-1 (Прививкова) | ЭШВСМ «Москвич»-1 (Прививкова) | ЭШВСМ «Москвич»-1 (Прививкова) | ЭШВСМ «Москвич»-1 (Прививкова) | ЭШВСМ «Москвич»-1 (Прививкова) | ЭШВСМ «Москвич»-1 (Прививкова) | ЭШВСМ «Москвич»-1 (Прививкова) | W                    |                      |       |
|  |                                |                                |                                |                                |                                |                                |                                |                                |                                |            |                                |                                | Адамант-1 (Целоусов)           | Адамант-1 (Целоусов)           | Адамант-1 (Целоусов)           | Адамант-1 (Целоусов)           | Адамант-1 (Целоусов)           | Адамант-1 (Целоусов)           | Адамант-1 (Целоусов)           | Адамант-1 (Целоусов) | Адамант-1 (Целоусов) | L     |
|  | Альбатрос (Беланов)            | Альбатрос (Беланов)            | Альбатрос (Беланов)            | Альбатрос (Беланов)            | Альбатрос (Беланов)            | Альбатрос (Беланов)            | Альбатрос (Беланов)            | Альбатрос (Беланов)            | Альбатрос (Беланов)            | L          |                                |                                | Адамант-1 (Целоусов)           | Адамант-1 (Целоусов)           | Адамант-1 (Целоусов)           | Адамант-1 (Целоусов)           | Адамант-1 (Целоусов)           | Адамант-1 (Целоусов)           | Адамант-1 (Целоусов)           | Адамант-1 (Целоусов) | Адамант-1 (Целоусов) | L     |
|  | Альбатрос (Беланов)            | Альбатрос (Беланов)            | Альбатрос (Беланов)            | Альбатрос (Беланов)            | Альбатрос (Беланов)            | Альбатрос (Беланов)            | Альбатрос (Беланов)            | Альбатрос (Беланов)            | Альбатрос (Беланов)            | L          |                                |                                |                                |                                |                                |                                |                                |                                |                                |                      |                      |       |
|  | Адамант-1 (Целоусов)           | Адамант-1 (Целоусов)           | Адамант-1 (Целоусов)           | Адамант-1 (Целоусов)           | Адамант-1 (Целоусов)           | Адамант-1 (Целоусов)           | Адамант-1 (Целоусов)           | Адамант-1 (Целоусов)           | Адамант-1 (Целоусов)           | W          |                                |                                |                                |                                |                                |                                |                                |                                |                                |                      |                      |       |
|  | Адамант-1 (Целоусов)           | Адамант-1 (Целоусов)           | Адамант-1 (Целоусов)           | Адамант-1 (Целоусов)           | Адамант-1 (Целоусов)           | Адамант-1 (Целоусов)           | Адамант-1 (Целоусов)           | Адамант-1 (Целоусов)           | Адамант-1 (Целоусов)           | W          |                                |                                |                                |                                |                                |                                |                                |                                |                                |                      |                      |       |
|  |                                |                                |                                |                                |                                |                                |                                |                                |                                |            |                                |                                | Матч за 3-е место              |                                |                                |                                |                                |                                |                                |                      |                      |       |
|  |                                |                                |                                |                                |                                |                                |                                |                                |                                |            |                                |                                |                                |                                |                                |                                |                                |                                |                                |                      |                      |       |
|  |                                |                                |                                |                                |                                |                                |                                |                                |                                |            |                                |                                |                                |                                |                                |                                |                                |                                |                                |                      |                      |       |
|  |                                |                                |                                |                                |                                |                                |                                |                                |                                |            |                                |                                |                                |                                |                                |                                |                                |                                |                                |                      |                      |       |
|  |                                |                                |                                |                                |                                |                                |                                |                                |                                |            |                                |                                | СКА (Моисеева)                 | СКА (Моисеева)                 | СКА (Моисеева)                 | СКА (Моисеева)                 | СКА (Моисеева)                 | СКА (Моисеева)                 | СКА (Моисеева)                 | СКА (Моисеева)       | СКА (Моисеева)       | L     |
|  |                                |                                |                                |                                |                                |                                |                                |                                |                                |            |                                |                                | СКА (Моисеева)                 | СКА (Моисеева)                 | СКА (Моисеева)                 | СКА (Моисеева)                 | СКА (Моисеева)                 | СКА (Моисеева)                 | СКА (Моисеева)                 | СКА (Моисеева)       | СКА (Моисеева)       | L     |
|  |                                |                                |                                |                                |                                |                                |                                |                                |                                |            |                                |                                | Альбатрос (Беланов)            | Альбатрос (Беланов)            | Альбатрос (Беланов)            | Альбатрос (Беланов)            | Альбатрос (Беланов)            | Альбатрос (Беланов)            | Альбатрос (Беланов)            | Альбатрос (Беланов)  | Альбатрос (Беланов)  | W     |
|  |                                |                                |                                |                                |                                |                                |                                |                                |                                |            |                                |                                | Альбатрос (Беланов)            | Альбатрос (Беланов)            | Альбатрос (Беланов)            | Альбатрос (Беланов)            | Альбатрос (Беланов)            | Альбатрос (Беланов)            | Альбатрос (Беланов)            | Альбатрос (Беланов)  | Альбатрос (Беланов)  | W     |

Счёт матчей плей-офф в источнике не указан, только «кто победил». Обозначения: «W» — победа, «L» — поражение.

## Итоговая классификация
| Место | Команда (скип)                                    | И | В | П | МГ |
| ----- | ------------------------------------------------- | - | - | - | -- |
| 1     | ЭШВСМ «Москвич»-1 (Людмила Прививкова)            | 5 | 5 | 0 | 1  |
| 2     | Адамант-1 (Алексей Целоусов)                      | 5 | 4 | 1 | 1  |
| 3     | Альбатрос (Сергей Беланов)                        | 5 | 3 | 2 | 1  |
| 4     | СКА (Виктория Моисеева)                           | 5 | 3 | 2 | 1  |
| 5     | Москва (Анна Сидорова)                            | 3 | 2 | 1 | 2  |
| 5     | СДЮСШОР г. Дмитрова (Владислав Чернобаев)         | 3 | 2 | 1 | 2  |
| 5     | Москвич (Ольга Жаркова)                           | 3 | 2 | 1 | 2  |
| 5     | ЭШВСМ «Москвич»-2 (Александр Кириков)             | 3 | 2 | 1 | 2  |
| 9     | Адамант-2 (Артур Ражабов)                         | 3 | 1 | 2 | 3  |
| 9     | УОР №2-1 (Алексей Тимофеев)                       | 3 | 1 | 2 | 3  |
| 9     | Юность-Метар (Артём Шмаков)                       | 3 | 1 | 2 | 3  |
| 9     | УОР №2-2 (Ирина Фёдорова)                         | 3 | 1 | 2 | 3  |
| 13    | Планета Льда (Антон Батугин)                      | 3 | 0 | 3 | 4  |
| 13    | ШВСМ ЗВС (Александр Крушельницкий)                | 3 | 0 | 3 | 4  |
| 13    | Сборная Московской области (Дмитрий Дмитриевский) | 3 | 0 | 3 | 4  |
| 13    | Янтарь (Юлия Портунова)                           | 3 | 0 | 3 | 4  |